# Discografia de Nine Muses
Esta é a discografia do grupo feminino sul-coreano Nine Muses. Consiste em um álbum de estúdio, seis extended plays, dois single álbuns e treze singles.

## Álbuns

### Álbum de estúdio
| Título                                                                                     | Detalhes do álbum | Melhor posição nas paradas | Vendas        |
| Título                                                                                     | Detalhes do álbum | KOR                        | Vendas        |
| ------------------------------------------------------------------------------------------ | --- | -------------------------- | ------------- |
| Prima Donna                                                                                | - Lançamento: 14 de outubro de 2013 - Gravadora: Star Empire Entertainment, LOEN Entertainment - Formatos: CD, digital download | 7                          | - KOR: 7,204+ |
| "—" indica lançamentos que não apresentaram gráficos ou não foram divulgados nessa região. | |                            |               |

### Single álbuns
| Título                                                                                     | Detalhes do álbum | Melhor posição nas paradas | Vendas        |
| Título                                                                                     | Detalhes do álbum | KOR                        | Vendas        |
| ------------------------------------------------------------------------------------------ | --- | -------------------------- | ------------- |
| Let's Have a Party                                                                         | - Lançamento: 12 de agosto de 2010 - Gravadora: Star Empire Entertainment - Formatos: CD, digital download                      | 18                         | - KOR: 1,052+ |
| Dolls                                                                                      | - Lançamento: 24 de janeiro de 2013 - Gravadora: Star Empire Entertainment, LOEN Entertainment - Formatos: CD, digital download | 9                          | - KOR: 3,533+ |
| "—" indica lançamentos que não apresentaram gráficos ou não foram divulgados nessa região. | |                            |               |

## Extended plays
| Sweet Rendezvous                                                                           | - Lançamento: 8 de março de 2012 - Gravadora: Star Empire Entertainment, LOEN Entertainment - Formatos: CD, digital download                              | 6  | —  | - KOR: 4,272+  |
| Wild                                                                                       | - Lançamento: 9 de maio de 2013 - Gravadora: Star Empire Entertainment, LOEN Entertainment - Formatos: CD, digital download                               | 4  | —  | - KOR: 5,633+  |
| Drama                                                                                      | - Lançamento: 23 de janeiro de 2015 - Gravadora: Star Empire Entertainment, KT Music - Formatos: CD, digital download                                     | 4  | —  | - KOR: 7,978+  |
| 9Muses S/S Edition                                                                         | - Lançamento: 2 de julho de 2015 - Gravadora: Star Empire Entertainment, KT Music - Formatos: CD, digital download                                        | 5  | 8  | - KOR: 7,873+  |
| Lost                                                                                       | - Lançamento: 24 de novembro de 2015 - Gravadora: Star Empire Entertainment, KT Music - Formatos: CD, digital download                                    | 10 | —  | - KOR: 7,931+  |
| Muses Diary Part.2 : Identity                                                              | - Lançamento: 19 de junho de 2017 - Gravadora: Star Empire Entertainment, Genie Music - Formatos: CD, digital download                                    | 5  | 15 | - KOR: 14,098+ |
| Muses Diary Part.2 : Identity                                                              | - Re-lançamento: 3 de agosto de 2017 (Muses Diary Part 3. Love City) - Gravadora: Star Empire Entertainment, Genie Music - Formatos: CD, digital download | 12 | —  | - KOR: 14,098+ |
| "—" indica lançamentos que não apresentaram gráficos ou não foram divulgados nessa região. | |    |    |                |

## Singles
| Título                                                                                     | Ano  | Melhor posição nas paradas | Melhor posição nas paradas | Vendas (Digital download) | Álbum                          |
| Título                                                                                     | Ano  | KOR                        | KOR Hot 100                | Vendas (Digital download) | Álbum                          |
| ------------------------------------------------------------------------------------------ | ---- | -------------------------- | -------------------------- | ------------------------- | ------------------------------ |
| "No Playboy"                                                                               | 2010 | 3                          | —                          | —                         | Let's Have a Party (single)    |
| "Ladies"                                                                                   | 2010 | —                          | —                          | —                         | Let's Have a Party (single)    |
| "Figaro"                                                                                   | 2011 | 2                          | 5                          | - KOR: 1,297,735+         | Sweet Rendezvous               |
| "News"                                                                                     | 2012 | 6                          | 12                         | - KOR: 2,837,866+         | Sweet Rendezvous               |
| "Ticket"                                                                                   | 2012 | 6                          | 2                          | - KOR: 1,473,177+         | Sweet Rendezvous               |
| "Dolls"                                                                                    | 2013 | 1                          | 9                          | - KOR: 3,480,454+         | Dolls                          |
| "Wild"                                                                                     | 2013 | 8                          | 7                          | - KOR: 1,396,053+         | Wild                           |
| "Gun"                                                                                      | 2013 | 4                          | 8                          | - KOR: 1,207,723+         | Prima Donna                    |
| "Glue"                                                                                     | 2013 | 24                         | 26                         | - KOR: 979,434+           | -                              |
| "Drama"                                                                                    | 2015 | 13                         | —                          | - KOR: 301,993+           | Drama                          |
| "Hurt Locker"                                                                              | 2015 | 32                         | —                          | - KOR: 176,198+           | 9Muses S/S Edition             |
| "Sleepless Night"                                                                          | 2015 | 26                         | —                          | - KOR: 76,236+            | Lost                           |
| "Remember"                                                                                 | 2017 | —                          | —                          | - KOR: 17,464+            | Muses Diary Part.2 : Identity  |
| "Love City"                                                                                | 2017 | —                          | —                          | —                         | Muses Diary Part.3 : Love City |
| "—" indica lançamentos que não apresentaram gráficos ou não foram divulgados nessa região. |      |                            |                            |                           |                                |

## Colaborações
| Ano  | Canção             | Membros                                    | Outros artistas                                              | Álbum                       |
| ---- | ------------------ | ------------------------------------------ | ------------------------------------------------------------ | --------------------------- |
| 2010 | "Give Me"          | All                                        | Seo In-young                                                 | Prosecutor Princess OST     |
| 2011 | "Shooting Star"    | All                                        | Seo In-young, ZE:A, Park Jung Ah, Jewelry                    | Shooting Star Single        |
| 2012 | "Win the Day"      | Hyuna, Sera, Eunji, Kyungri, Hyemi & Minha | 2PM, 4Minute, MBLAQ, Miss A, Dal Shabet, Sistar, ZE:A & B1A4 | Non-album release           |
| 2012 | "Get Up"           | Hyuna, Sera, Hyemi & Kyungri               | Rhythm Power                                                 | Get Up Single               |
| 2012 | "I Need Your Love" | Hyuna, Sera, Eunji & Hyemi                 | Kim Jong Min & Tak Jaehoon                                   | MBC Music & Lyrics Season 2 |

## Trilhas sonoras
| Ano  | Canção    | Membros            | Álbum                   |
| ---- | --------- | ------------------ | ----------------------- |
| 2010 | "Give Me" | All & Seo In-young | Prosecutor Princess OST |

## Videografia

### Videoclipes
| Ano  | Título            | Diretores        | Referências |
| ---- | ----------------- | ---------------- | ----------- |
| 2010 | "No Playboy"      | Gang Jong Myeong | [ 24 ]      |
| 2011 | "Figaro"          | Park Ji Ho       | [ 25 ]      |
| 2012 | "News"            | Saem & Se Rin    | [ 26 ]      |
| 2012 | "Ticket"          | Lee Sa Gang      | [ 27 ]      |
| 2013 | "Dolls"           | Lee Gi Baek      | [ 28 ]      |
| 2013 | "Wild"            | Lee Sa Gang      | [ 29 ]      |
| 2013 | "Gun"             | Lee Sa Gang      | [ 30 ]      |
| 2013 | "Glue"            | Lee Sa Gang      | [ 31 ]      |
| 2015 | "Drama"           | Lee Sa Gang      | [ 32 ]      |
| 2015 | "Hurt Locker"     | Lee Sa Gang      | [ 33 ]      |
| 2015 | "Sleepless Night" | Lee Sa Gang      | [ 34 ]      |
| 2017 | "Remember"        | Lee Sa Gang      |             |
| 2017 | "Love City"       | Lee Sa Gang      |             |